# Michel van Esbroeck

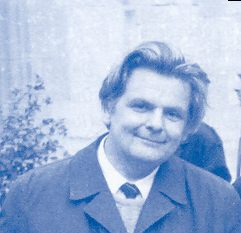
Michel van Esbroeck

Michel van Esbroeck (* 17. Juni 1934 in Mechelen; † 21. November 2003 in Louvain-la-Neuve) war ein belgischer Jesuit und Orientalist.

## Leben
Ab 1962 arbeitete Esbroeck für die Société des Bollandistes in Brüssel, während er Armenisch, Georgisch, Koptisch und Gyyz an der KU Leuven und der Université Saint-Joseph studierte. 1975 verteidigte er unter der Leitung von Gérard Garitte seine Doktorarbeit Les plus anciens homéliaires géorgiens. Étude descriptive et historique. Er arbeitete an Quellen in vielen Ländern, einschließlich der UdSSR. Er hielt Vorträge in Rom und Paris. Von 1987 bis 1999 war er Professor für das Fach Philologie des Christlichen Orients an der Ludwig-Maximilians-Universität München.

## Schriften (Auswahl)
- Hermeneutik, Strukturalismus und Exegese. München 1972, ISBN 3-466-20154-3.
- als Herausgeber mit Alexis Smets: Basile de Césarée: Sur l’origine de l’homme (Hom. X et XI de l’Hexaéméron). Paris 1970, OCLC 758044821.
- Les plus anciens homéliaires géorgiens. Étude descriptive et historique. Louvain-la-Neuve 1975, ISBN 2-8017-007-X.
- Aux origines de la Dormition de la Vierge. Aldershot 1995, ISBN 0-86078-454-1.